# Liste der Kantone im Département Eure
Das Département Eure liegt in der Region Normandie in Frankreich. Es untergliedert sich in drei Arrondissements mit 23 Kantonen (französisch cantons).
Siehe auch: Liste der Gemeinden im Département Eure

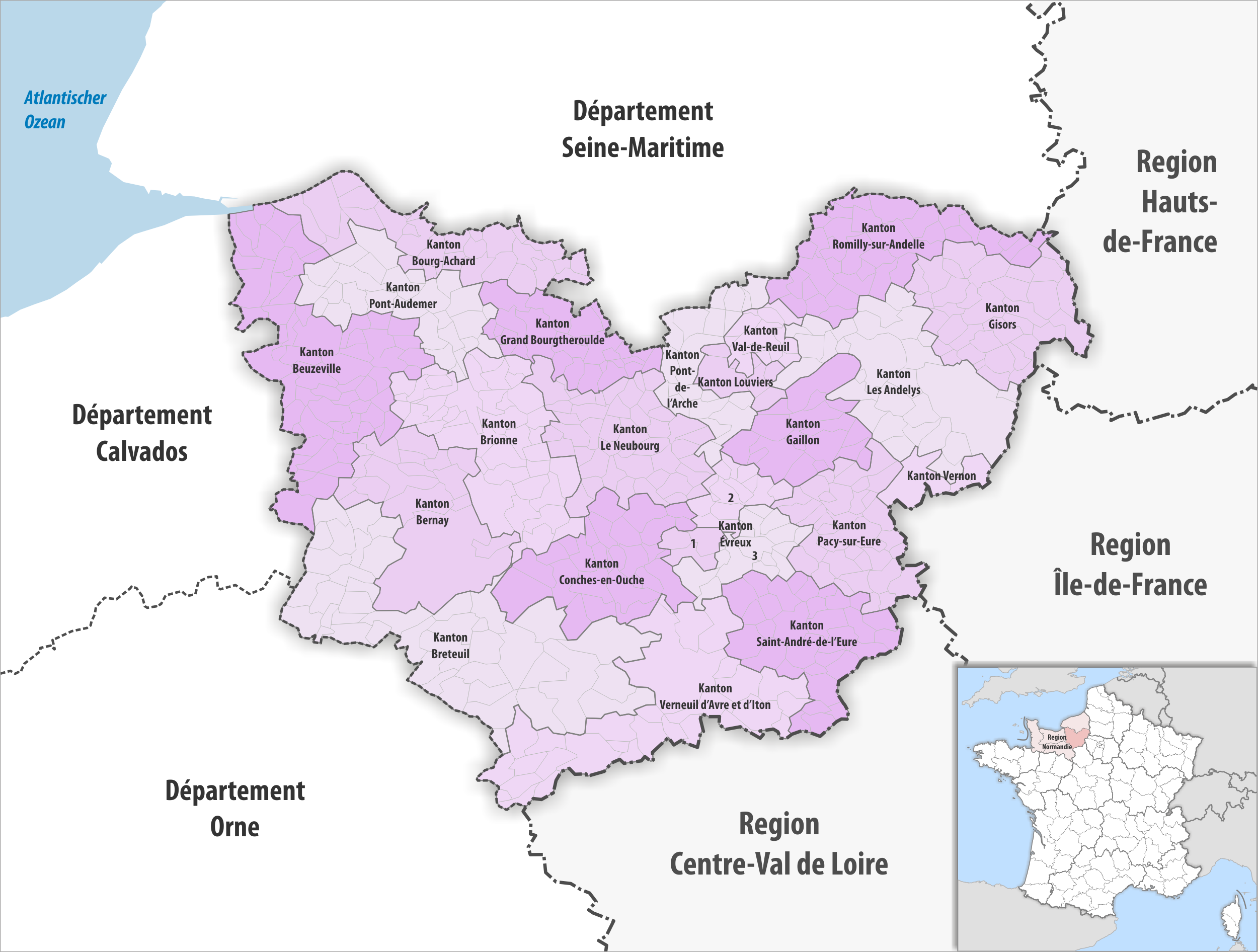
Gemeinden und Kantone im Département Eure

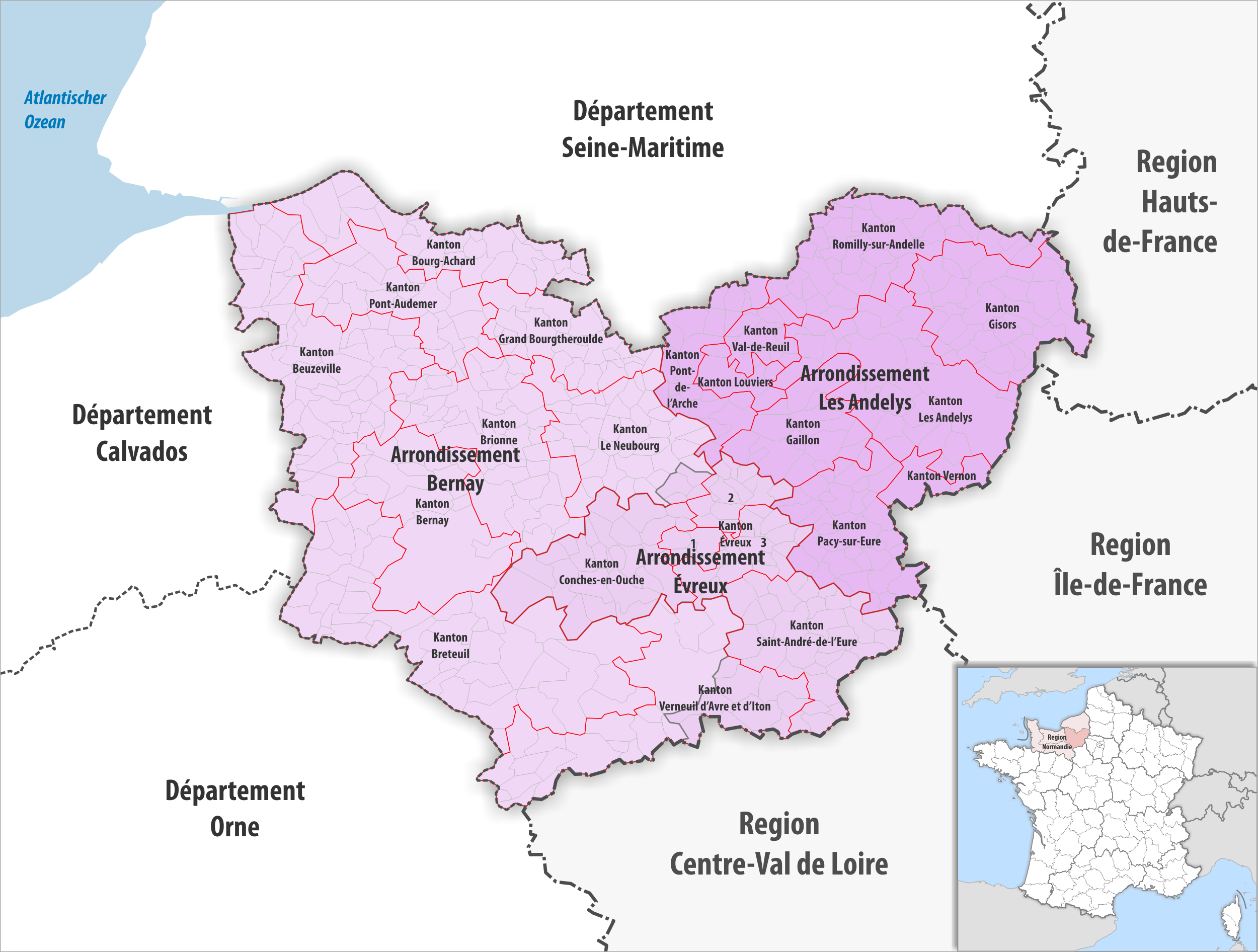
Gemeinden, Arrondissemente und Kantone im Département Eure

| Kanton                    | Gemeinden | Einwohner 1. Januar 2022 | Fläche km² | Dichte Einw./km² | Code INSEE | Arrondissement(e) |
| ------------------------- | --------- | ------------------------ | ---------- | ---------------- | ---------- | ----------------- |
| Les Andelys               | 26        | 27.135                   | 406,12     | 67               | 2701       | Les Andelys       |
| Bernay                    | 17        | 23.758                   | 338,40     | 70               | 2702       | Bernay            |
| Beuzeville                | 61        | 31.777                   | 514,99     | 62               | 2703       | Bernay            |
| Bourg-Achard              | 29        | 23.406                   | 261,32     | 90               | 2704       | Bernay            |
| Breteuil                  | 42        | 23.720                   | 677,77     | 35               | 2706       | Bernay            |
| Brionne                   | 41        | 25.410                   | 376,13     | 68               | 2707       | Bernay            |
| Conches-en-Ouche          | 29        | 20.940                   | 302,89     | 69               | 2708       | Évreux            |
| Évreux-1                  | 2 1⁄3     | 24.978                   | 34,78      | 718              | 2709       | Évreux            |
| Évreux-2                  | 11 1⁄3    | 28.363                   | 79,73      | 356              | 2710       | Évreux            |
| Évreux-3                  | 15 1⁄3    | 23.995                   | 110,11     | 218              | 2711       | Évreux            |
| Gaillon                   | 17        | 28.902                   | 190,89     | 151              | 2712       | Les Andelys       |
| Gisors                    | 34        | 31.562                   | 314,23     | 100              | 2713       | Les Andelys       |
| Grand Bourgtheroulde      | 25        | 29.184                   | 190,73     | 153              | 2705       | Bernay            |
| Louviers                  | 7         | 24.284                   | 67,96      | 357              | 2714       | Les Andelys       |
| Le Neubourg               | 43        | 22.911                   | 307,37     | 75               | 2715       | Bernay, Évreux    |
| Pacy-sur-Eure             | 34        | 28.861                   | 253,80     | 114              | 2716       | Les Andelys       |
| Pont-Audemer              | 26        | 27.634                   | 244,45     | 113              | 2717       | Bernay            |
| Pont-de-l’Arche           | 20        | 23.794                   | 166,45     | 143              | 2718       | Les Andelys       |
| Romilly-sur-Andelle       | 35        | 21.652                   | 306,95     | 71               | 2719       | Les Andelys       |
| Saint-André-de-l’Eure     | 32        | 31.229                   | 288,87     | 108              | 2720       | Évreux            |
| Val-de-Reuil              | 8         | 20.686                   | 89,54      | 231              | 2721       | Les Andelys       |
| Verneuil d’Avre et d’Iton | 28        | 28.107                   | 457,93     | 61               | 2722       | Bernay, Évreux    |
| Vernon                    | 4         | 29.017                   | 58,44      | 497              | 2723       | Les Andelys       |
| Département Eure          | 585       | 601.305                  | 6.039,85   | 100              | 27         | –                 |

## Liste ehemaliger Kantone
Bis zum Neuzuschnitt der französischen Kantone im März 2015 war das Département Eure wie folgt in 43 Kantone unterteilt:
| Arrondissement | Kantone |
| -------------- | --- |
| Les Andelys    | Les Andelys, Écos, Étrépagny, Fleury-sur-Andelle, Gaillon, Gaillon-Campagne, Gisors, Louviers-Nord, Louviers-Sud, Lyons-la-Forêt, Pont-de-l’Arche, Val-de-Reuil                                                                                            |
| Bernay         | Amfreville-la-Campagne, Beaumesnil, Beaumont-le-Roger, Bernay-Est, Bernay-Ouest, Beuzeville, Bourgtheroulde-Infreville, Brionne, Broglie, Cormeilles, Montfort-sur-Risle, Pont-Audemer, Quillebeuf-sur-Seine, Routot, Saint-Georges-du-Vièvre, Thiberville |
| Évreux         | Breteuil, Conches-en-Ouche, Damville, Évreux-Est, Évreux-Nord, Évreux-Ouest, Évreux-Sud, Le Neubourg, Nonancourt, Pacy-sur-Eure, Rugles, Saint-André-de-l’Eure, Verneuil-sur-Avre, Vernon-Nord, Vernon-Sud                                                 |